# هيرنان دياز أريتا
هيرنان دياز أريّتا (بالإسبانية: Hernán Díaz Arrieta)‏ هو كاتب تشيلي، ولد في 1891 في سانتياغو في تشيلي، وتوفي بنفس المكان في 1984.